# Сергиевское (Московская область)
Сергиевское (Сергиевские Выселки)— село в Коломенском муниципальном районе Московской области, входит в Пестриковское сельское поселение. Население — 602 чел. (2010).

## Расположение
Село Сергиевское расположено на левом берегу реки Москвы рядом с местом её впадения в Оку. На противоположном берегу Москвы-реки находится город Коломна. Ближайшие сельские населённые пункты — посёлок Сергиевский, сёла Парфентьево и Пестриково. В 3,5 км восточнее села Сергиевское проходит Новорязанское шоссе.

## Улицы
В селе Сергиевское расположены следующие улицы и территории:
- Территория снт Дружба;
- ул. Зелёная;
- Территория гск Колос;
- ул. Новая;
- ул. Октябрьская;
- ул. Пролетарская;
- ул. Садовая;
- ул. Советская

## Население
| 2002 | 2006 | 2010 |
| ---- | ---- | ---- |
| 576  | ↗586 | ↗602 |